# Heterusia adventa
Heterusia adventa är en fjärilsart som beskrevs av Louis Beethoven Prout 1934. Heterusia adventa ingår i släktet Heterusia och familjen mätare. Inga underarter finns listade i Catalogue of Life.